# أندرو رانيلز
أندرو رانيلز (Andrew Rannells) (إسمه الكامل أندرو سكوت رانيلز (Andrew Scott Rannells)) هو ممثل أمريكي ولد في 23 أغسطس 1978 في أوماها، نبراسكا.

## أدواره في السينما الأمريكية
- الجنس والمدينة 2 - مغني كورس الزفاف
- المتدرب - كاميرون

## أدواره في التلفزيون الأمريكي
- فتيات - إليجاه كرانتز
- كيف قابلت أمكما - دارين
- غلي - نفسه
- ويل وغريس - ريجي

## أدواره في الأنمي

### مسلسلات أنمي تلفزيونية
- يوغي - ميكو تسونامي، نوا كايبا، ليون ويلسون
- يوغي GX - ويلر، بيلاوسكي
- شامان كينج - تاو رين
- طوكيو ميو ميو - كيش، كييتشيرو أكاساكا

## أدواره في الرسوم المتحركة
- مرحباً في واين - أندريه
- صوفيا الأولى - موريس

## وصلات خارجية
- أندرو رانيلز على موقع IMDb (الإنجليزية)
- أندرو رانيلز على موقع ألو سيني (الفرنسية)
- أندرو رانيلز على موقع ميوزك برينز (الإنجليزية)
- أندرو رانيلز على موقع قاعدة بيانات برودواي على الإنترنت (الإنجليزية)
- أندرو رانيلز على موقع قاعدة بيانات الأفلام السويدية (السويدية)
- أندرو رانيلز على موقع ديسكوغز (الإنجليزية)
- أندرو رانيلز على موقع قاعدة بيانات الفيلم (الإنجليزية)
- أندرو رانيلز على موقع كينوبويسك (الروسية)

- صفحة IMDb